# Монастирські сосни
Монасти́рські со́сни — ботанічна пам'ятка природи місцевого значення в Україні.
Сосни зростають при монастирі Ордену босих кармелітів Пресвятої Діви Марії з гори Кармель на вул. Монастирській, 1 у місті Чорткові Тернопільської області.
Статус надано рішенням Тернопільської обласної ради від 17 червня 2010 р. № 990. Перебуває у віданні Чортківської міської ради.
Площа 0,4 га.
Під охороною 13 дерев сосни чорної діаметром 42-69 снатиметрів, віком біля 100 років — цінних екзотів.